# Посольство Молдови в Україні
Посольство Республіки Молдови в Україні — офіційне дипломатичне представництво Республіки Молдови в Україні, відповідає за підтримку та розвиток відносин між Республікою Молдова та Україною, а також Туркменістаном, Узбекистаном та Вірменією. Будівля дипломатичного представництва є новобудовою.

## Історія посольства
Україна визнала незалежність Республіки Молдови 21 грудня 1991 року. Дипломатичні стосунки між Республікою Молдова та Україною були встановлені 10 березня 1992 року.

## ПослиМолдови в Україні
1. Іон Боршевич (1993—1994)
2. Іон Руссу (1994—1998)
3. Андрієвські Олексій Олександрович (1998—2003)
4. Ніколає Черномаз (2003—2005)
5. Михаїл Лаур (2006)
6. Сержіу Статі (2006—2009)
7. Ніколає Гуменний (2009—2010)
8. Іон Стевіле (2010—2015)
9. Руслан Болбочан (2015—2021)[1]
10. Валеріу Ківерь (2022-)

## Консульство Республіки Молдова в Одесі
65062, Україна, м. Одеса, вул. Посмітного, 2 

- Консули Молдови в Одесі:

1. Роша Петру (2010—2015)
2. Парасій Людмила Дмитрівна (2015—2016)
3. Сержіу Шептеліч (2016—2019)[2][3]
4. Іон Чорний (2019-)